# Kirchenspange

Kirchheim unter Teck

Die Kirchenspange ist in der Heraldik eine gemeine Figur und bezeichnet das kreuzförmige Gebilde im Wappen. Sie stellt ein Kreuz aus mit Kesselrinken besetzten Armen dar. Bekannt ist die Kirchenspange aus dem Wappen von Kirchheim unter Teck, weshalb sie auch Kirchheimer Kreuz genannt wird.
Das Zeichen kann schragenweise oder rechtwinklig mit einem Kreuzarm senkrecht stehend im Wappen sein. Alle heraldischen Farben sind möglich. Häufig wird das den Kreuzen zuzuordnende Zeichen auch als Hausmarke, Mauerhaken oder Feldzeichen gerechnet.

## Beispiele

Gundelsheim (Deutschland)
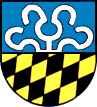
Ötlingen (Deutschland)
Bezirk Affoltern (Schweiz)
Kappel am Albis (Schweiz)